# Heinkel He 112
Heinkel He 112 – samolot myśliwski konstrukcji niemieckiej z okresu II wojny światowej, produkowany przez wytwórnię lotniczą Heinkel. Jednosilnikowy dolnopłat wolnonośny o konstrukcji metalowej. Przegrał z Messerschmittem Bf 109 rywalizację o kontrakt na myśliwiec dla Luftwaffe, ogółem wyprodukowano 98 egzemplarzy.

## Użytkownicy

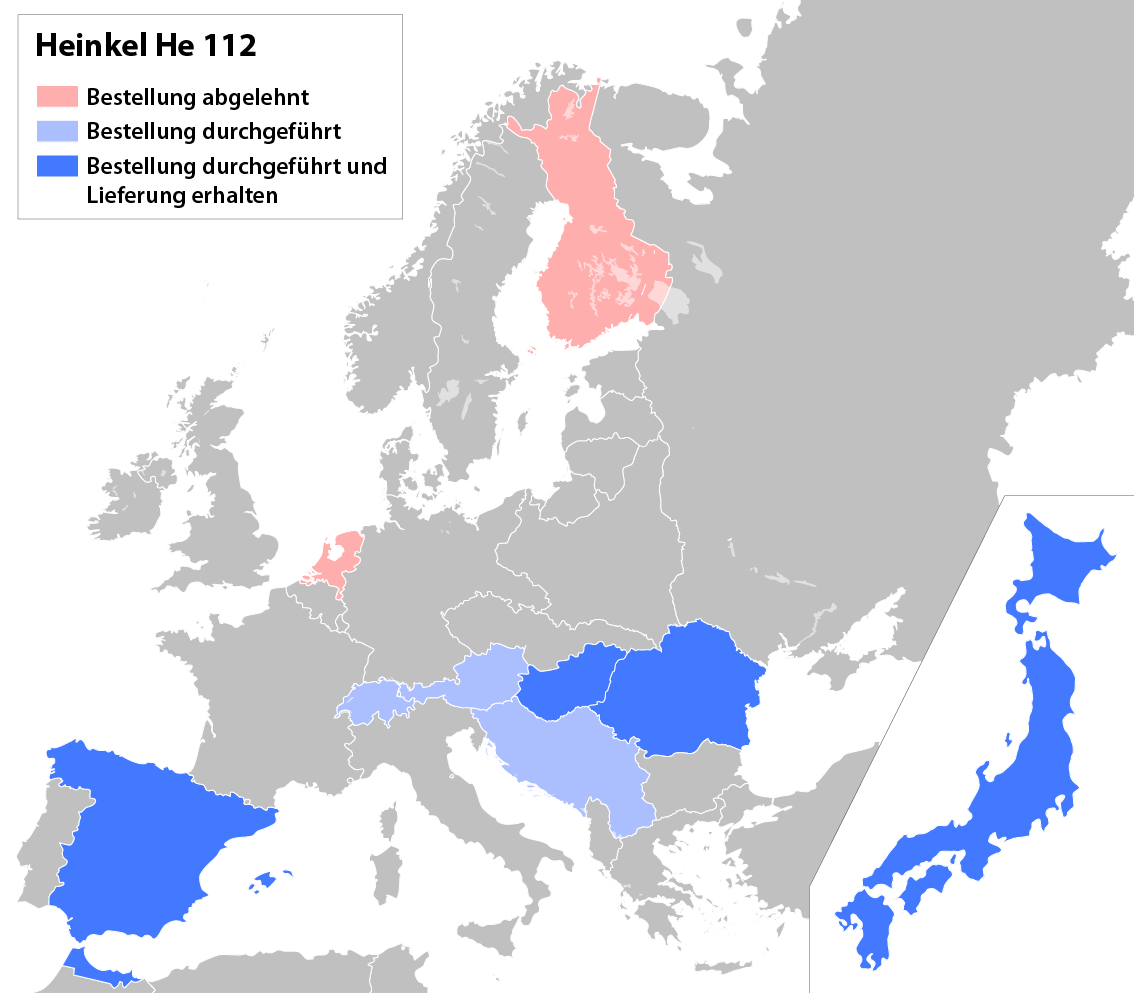

- Niemcy – 10-18 (zazwyczaj podaje się 12) egzemplarzy w IV./JG 132 (przemianowanej na I./JG331) w 1938 r., samoloty zostały następnie zwrócone producentowi i sprzedane Japonii[2].
- Hiszpania – 19 egzemplarzy, ostatni lot prawdopodobnie w 1953 r.[3]
- Japonia – 31 egzemplarzy w lotnictwie marynarki wojennej pod oznaczeniem A7He1. Po negatywnej opinii na temat chłodzonego cieczą i skomplikowanego silnika, wydanej przez jednostkę badawczą Kaigun Koku Gijyutsusho, anulowano dostawę dalszych 100 egzemplarzy. Ponieważ (na podstawie doniesień wywiadu) spodziewano się napotkania tego samolotu w walce została mu nadana aliancka nazwa kodowa „Jerry”. Żaden samolot nie wziął jednak udziału w działaniach na Pacyfiku, służyły jako platforma badawcza i do szkolenia. Po wojnie jeden egzemplarz (pozbawiony silnika) odnaleziono w lasku za lotniskiem w Atsugi na Honsiu[4].

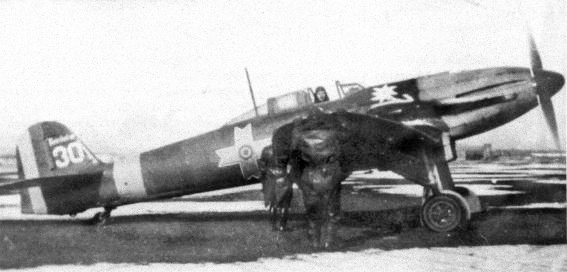
He 112 lotnictwa Rumunii

- Rumunia – 30 egzemplarzy, w 1941 r. uczestniczyły one w walkach z radzieckim lotnictwem, ponosząc znaczne straty. Oficjalny raport z sierpnia 1941 r. krytykował ich manewrowość, prędkość wznoszenia i prędkość w locie poziomym, jak również brak opancerzenia fotela pilota i niską jakość amunicji, uniemożliwiającą przebicie opancerzenia myśliwców wroga, aczkolwiek chwalono zestaw uzbrojenia złożony z działek i karabinów maszynowych. Prędkość nurkowania oceniono jako wystarczającą. Do roku 1942 utracono 9 samolotów. Od 1943 r. He 112 wykorzystywano do szkolenia pilotów przed przesiadką na Bf 109. Ostatni lot wykonano 18 czerwca 1946 r., transportując dwa ocalałe myśliwce na złomowisko[5].
- Węgry – 3 egzemplarze[6]

## Dane techniczne
dla  wersji He 112A-0 V4
- Masa
  - własna: 1505 kg
  - maksymalna startowa: 2150 kg
- Wymiary
  - rozpiętość: 11,5 m
  - długość: 9 m
  - wysokość: 3,7 m
  - powierzchnia nośna: 23,2 m²
- Napęd: 1 silnik widlasty Junkers Jumo 210 Da o mocy startowej 680 KM (507 kW)
- Uzbrojenie: 2 karabiny maszynowe kal. 7,92 mm MG 17
- Osiągi:
  - prędkość maksymalna: 488 km/h
  - pułap: 8000 m
  - zasięg: 1100 km
- Załoga: 1